# Архиген
Архиген или Архиген Апамейский (др.-греч. Αρχιγένης), древнегреческий врач, живший в I и II веках нашей эры.
Архиген был уроженцем Апамеи в Сирии, одним из самых знаменитых представителей эклектичной древней школы медицины. Практиковал в Риме во времена Траяна (98-117), где пользовался очень высокой репутацией благодаря своим профессиональным навыкам. Однако его осуждают за то, что он увлекался введением в науку новых и неясных терминов и пытался придать медицинским сочинениям диалектическую форму, которая производила скорее видимость, чем действительность точности. Он описал 18 видов пульса, привёл признаки повреждения головы, а также — многих других болезней. Архиген опубликовал трактат о пульсе, на который Гален написал комментарий; по-видимому, он содержал ряд мелких и тонких различий, многие из которых не существуют в действительности и по большей части были результатом скорее предвзятой гипотезы, чем фактического наблюдения; и то же замечание можно применить к предложенному им устройству лихорадок. Под термином «сфигмос» Архиген понимал нормальное движение артерий и сердца, различал систолу и диастолу и выделял четыре такта: систола-диастола и две паузы. Архиген предложил классификацию пульса по продолжительности диастолы (большой, малый, средний), по характеру движений сосуда (скорый, редкий, сильный), по тонусу давления (сильный, слабый, средний), по силе пульсового удара, по времени покоя, по состоянию стенки сосуда (твердый, мягкий, средний), по ровности или неровности, по правильности или неправильности, по полноте или густоте, по ритму. Он различал дикротический, муравьиноподобный, газелевидный, волнистый пульсы.
Впервые классифицировал минеральные воды.
Архиген, однако, не только пользовался значительным общественным доверием при жизни, но и оставил после себя ряд учеников, которые в течение многих лет сохраняли почётное положение в своей профессии. Имя отца Архигена было Филипп; он был учеником Агатина, которому однажды спас жизнь.
Сохранились названия нескольких сочинений Архигена, от которых, однако, осталось лишь несколько фрагментов; некоторые из них были сохранены другими древними авторами, а некоторые до сих пор находятся в рукописи в Национальной библиотеке Франции в Париже. Некоторые авторы считают, что он принадлежал к школе пневматиков.
Работал хирургом и гинекологом. Лечил с таким успехом в Риме в царствование Траяна, что Децим Юний Ювенал назвал его великим врачом. Архиген несколько раз упоминается Ювеналом в его «Сатирах», так в «Сатире 14» Ювенал рекомендует отцу попросить Архигена дать ему противоядие от ядов, как это сделал в свое время Митридат Понтийский, чтобы предотвратить отравление сына.